# Bugatti Type 22

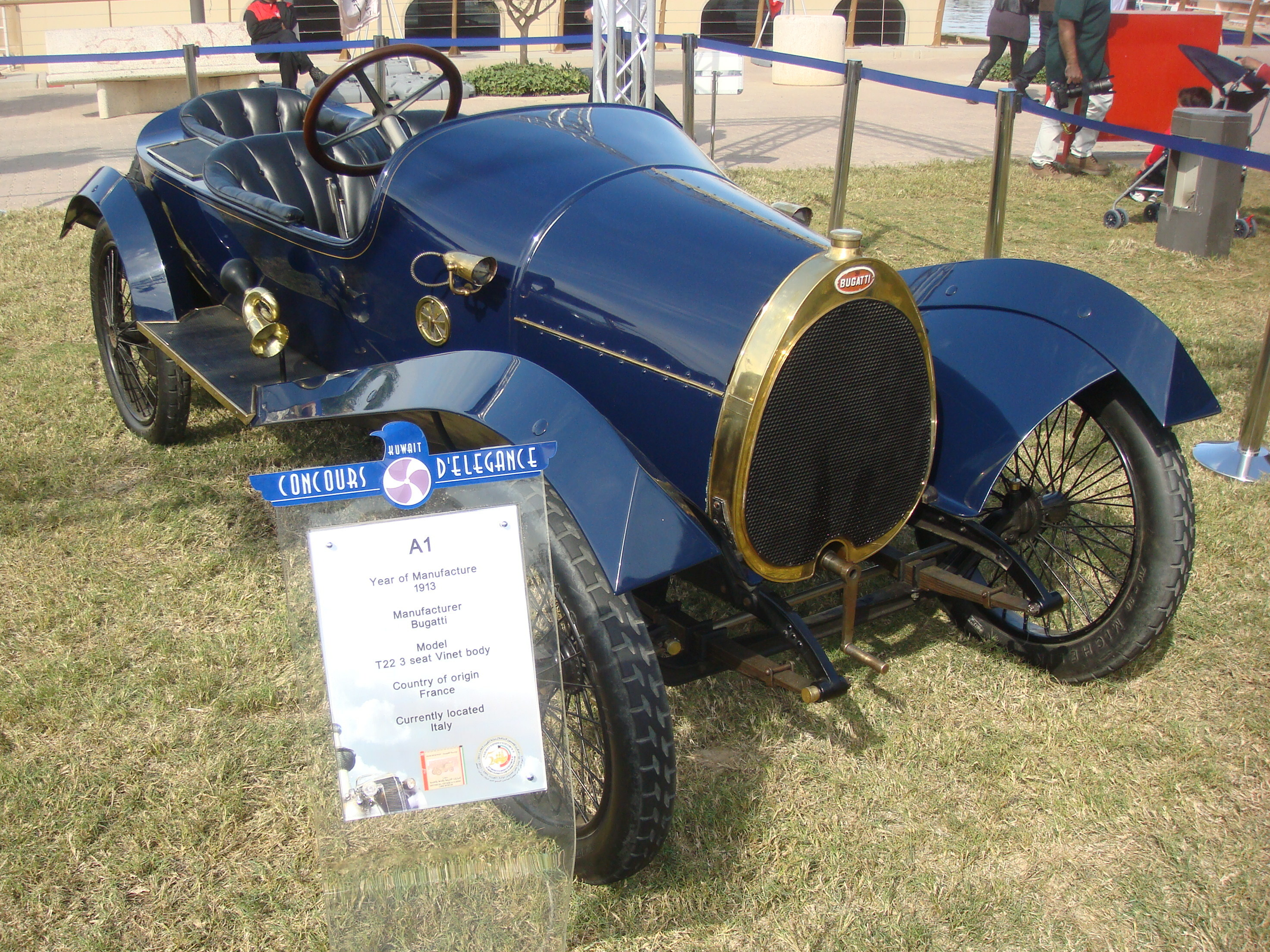
Bugatti Type 22 als Dreisitzer

Der Bugatti Type 22 ist ein sportliches Pkw-Modell. Hersteller war Bugatti aus dem Elsass.

## Beschreibung
Ettore Bugatti präsentierte das Modell 1913. Es löste den Type 15 ab. Der kürzere Type 13 und der längere Type 23 waren ähnlich.
Verschiedene wassergekühlte Vierzylinder-Viertaktmotoren kamen zum Einsatz, ab 1914 gelegentlich und ab 1921 immer mit Vierventiltechnik. Die Angaben in der Literatur sind uneinheitlich.
Zwei Quellen meinen, dass es den kleinsten Motor mit 65 mm Bohrung, 100 mm Hub und 1327 cm³ Hubraum im Jahre 1913 gab. Andererseits wird der Type 23 erstmals im Dezember 1913 genannt, als im Type 13 dieser Motor gerade ersetzt wurde. Er hatte je ein Ein- und Auslassventil je Zylinder. Eine Quelle nennt 16 PS.
Ende 1913 hatte der Motor 66 mm Bohrung und 1368 cm³ Hubraum. Eine Quelle nennt 18 PS. Diese Zweiventilmotoren gab es bis 1920.
Vierventiltechnik wird bereits ab 1914 genannt, allerdings nicht im Zusammenhang mit dem kleinsten Motor. Auf dem Pariser Autosalon 1919 standen Modelle mit dem 1368-cm³-Motor, vier Ventilen pro Zylinder und obenliegender Nockenwelle. Laut einer Quelle fand erst Ende 1920 die Hubraumvergrößerung von 1368 cm³ auf 1453 cm³ (68 mm Bohrung) statt. Entweder ab 1921 oder ab 1923 ergab eine erneut vergrößerte Bohrung von 69 mm 1496 cm³ Hubraum. Als Motorleistung werden 40 bis 50 PS genannt.
Der Frontmotor trieb über ein Vierganggetriebe und eine Kardanwelle die Hinterachse an. Ab 1926 waren Vorderradbremsen erhältlich.
Das Fahrgestell hatte laut mehreren Quellen immer 240 cm Radstand und 115 cm Spurweite. Davon abweichend gibt eine Quelle für das auf dem Pariser Autosalon 1919 präsentierte Fahrzeug nur 225 cm Radstand an. Eine Quelle nennt 135 cm Fahrzeugbreite und 350 cm Fahrzeuglänge, die 1926 auf 334 cm gekürzt wurde. Das Fahrgestell wog 580 kg.
Viele Aufbauten waren zweisitzige Roadster oder Rennzweisitzer. Einige hatten einen Notsitz im Heck. Auf dem Pariser Autosalon 1921 wurde ein Coupé präsentiert.
1926 endete die Produktion.
Ein Fahrzeug von 1925 lag seit etwa 1936 auf dem Boden des Lago Maggiore, wurde 1967 entdeckt und 2009 geborgen. Das Wrack wurde 2010 für 260.500 Euro versteigert.

## Rennsport
Die Fahrzeuge wurden auch im Rennsport eingesetzt.
Nach September 1921 erhielten manche Ausführungen den Zusatz Brescia Modifié. Das geht auf einem Vierfachsieg beim Rennen für Voiturettes am 8. September 1921 in Brescia zurück, den allerdings vier Fahrzeuge vom Type 13 erzielten.